# Кинг, Эдриан
Эдриан Кинг  (англ. Adrienne King)  — американская актриса, наиболее известная по роли Элис Харди в культовом слэшере «Пятница, 13-е».

## Биография
Кинг родилась  в Нью-Йорке. У Эдриан есть брат Джон и сестра Лора.  Её актёрская карьера началась во младенчестве — уже в шесть месяцев она снялась в своей первой рекламе. В возрасте 10 лет она сыграла Мелинду  в телевизионной экранизации  «Пожнёшь бурю» режиссёра Джорджа Шефера.
Она изучала пение и танцы в Королевской академии художеств в Лондоне. Играла в офф-бродвейских постановках и музыкальных фильмах «Между строк» (1977), «Лихорадка субботнего вечера» (1977), «Волосы» (1979) в эпизодах.
Известность пришла к Эдриан в 1980 году, когда она сыграла Элис Харди, выжившую жертву  маньяка, в фильме ужасов «Пятница, 13-е», открывшем собой серию подобных кинолент. Появилась Кинг и в продолжении, но там её героиня была убита в самом начале. После успеха в данном жанре актрису преследовали с массой предложений сняться в чём-то подобном. Устав от профессии, Эдриан решила сосредоточиться на чём-то другом и ушла в живопись. Позднее она  стала актрисой озвучивания. В частности, она работала на фильме  «Что гложет Гилберта Грейпа».
В 2008 году продюсеры перезапуска истории о Джейсоне Вурхизе предложили Кинг появиться в одной из ролей. Первоначально дав согласие, спустя неделю актриса отказалась от какого-либо участия в проекте. Однако это сподвигло  её на возвращение к актёрству.  В 2010 году она снялась в фильме ужасов Мэла Хауса «Расстояние пешком». Следующей её работой в кино стала роль Рэйчел в стильном хорроре  «Комната бабочек».

## Личная жизнь
Замужем за Ричардом Хассайненом. Владеет небольшим винодельческим бизнесом.

## Фильмография
- Пожнёшь бурю (1965) — Мадлен
- Между строк (1977) — юная леди (нет в титрах)
- Лихорадка субботнего вечера (1977) — девушка на танцполе (нет в титрах)
- Волосы (1979) — танцовщица (нет в титрах)
- Пятница, 13-е (1980) — Элис Харди
- Пятница, 13-е. Часть 2 (1981) — Элис Харди
- Что гложет Гилберта Грейпа (1993) — озвучка
- На куски: Рассвет и закат слэшеров (2006) — камео,  хроника
- Расстояние пешком (2010) — Луиза Страйк
- Американский Булли (2011) — Кейн
- Комната бабочек (2012) — Рэйчел
- Желание Габби (2012) — Анджела
- Тихая ночь, кровавая ночь: Возвращение (2013) — незнакомка (озвучка)
- Рассказы По (2014) — Королева Снов / частная медсестра
- Уильям Фрост (2018) — Джеки Уинтерс